# Anne O'Shiell

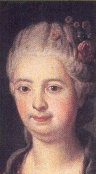
Anne O'Shiell

Anne O'Shiell, född 20 november 1720 i Nantes, död där 30 juni 1793, var en fransk slavhandlare och miljonär. Hon var direktör för handelsfirman Grou et Michel, en av de ledande slavhandelsfirmorna i Nantes, från 1774 till 1793. 
Anne O'Shiell var dotter till slavhandlaren Luc O'Shiell (1677–1745) och Agnès Vanasse. Hennes far tillhörde den stora irländska kolonin i Nantes. Hon gifte sig 1741 med slavhandlaren och miljonären Guillaume Grou, en av de ledande aktörerna inom slavhandeln i Nantes, som då tillhörde Europas största, vilket gjorde honom till en av de ledande aktörerna inom den europeiska triangelhandeln. Paret fick inga barn. Vid makens död 1774 övertog hon firman och styrde den med framgång till sin död. Hon avled under belägringen av Nantes under slaget vid Nantes under franska revolutionen. Hennes efterlämnade förmögenhet konfiskerades av staten.